# Lijst van gemeentelijke monumenten in Rhenen
De gemeente Rhenen kent 23 gemeentelijke monumenten, hieronder een overzicht. 

## Achterberg
De plaats Achterberg kent 2 gemeentelijke monumenten:
| Object                    | Bouwjaar | Architect | Locatie                   | Coördinaten                   | Nr.     | Afbeelding                |
| ------------------------- | -------- | --------- | ------------------------- | ----------------------------- | ------- | ------------------------- |
| Krukhuisboerderij         | 1886     |           | Achterbergsestraatweg 164 | 51° 58' 13" NB, 5° 35' 4" OL  | 0340/1  | Krukhuisboerderij         |
| Nederlands Hervormde kerk | 1927     |           | Achterbergsestraatweg 199 | 51° 58' 25" NB, 5° 35' 11" OL | 0340/24 | Nederlands Hervormde kerk |

## Elst
De plaats Elst kent 6 gemeentelijke monumenten:
| Object             | Bouwjaar      | Architect       | Locatie                               | Coördinaten                   | Nr.     | Afbeelding         |
| ------------------ | ------------- | --------------- | ------------------------------------- | ----------------------------- | ------- | ------------------ |
| Grenspaal          | circa 1717    |                 | Rijksstraatweg bij 1                  | 51° 59' 11" NB, 5° 29' 20" OL | 0340/15 | Grenspaal          |
| Dwarshuisboerderij | 1832          |                 | Rijksstraatweg 12                     | 51° 59' 10" NB, 5° 29' 23" OL | 0340/16 | Dwarshuisboerderij |
| Landhuis           | 1947          | Gerrit Rietveld | Rijksstraatweg 158                    | 51° 58' 56" NB, 5° 30' 20" OL | 0340/17 | Landhuis           |
| Tabaksschuur       | eind 19e eeuw |                 | Vissersweg 42                         | 51° 59' 28" NB, 5° 29' 29" OL | 0340/19 | Tabaksschuur       |
| Grenspaal          | circa 1717    |                 | Molenweg 4                            | 51° 59' 24" NB, 5° 28' 50" OL | 0340/23 | Grenspaal          |
| Tabaksschuur       | eind 19e eeuw |                 | Paardenkop 44 (voorheen Vissersweg 7) | 51° 59' 29" NB, 5° 29' 30" OL | 0340/20 | Meer afbeeldingen  |

## Rhenen
De plaats Rhenen ken 15 gemeentelijke monumenten:
| Object                  | Bouwjaar | Architect         | Locatie                              | Coördinaten                   | Nr.     | Afbeelding              |
| ----------------------- | -------- | ----------------- | ------------------------------------ | ----------------------------- | ------- | ----------------------- |
| Herenhuis met koetshuis | 1888     |                   | Cuneralaan 2                         | 51° 57' 25" NB, 5° 34' 11" OL | 0340/2  | Herenhuis met koetshuis |
| Herenhuis met koetshuis | 1915     |                   | Cuneralaan 4                         | 51° 57' 25" NB, 5° 34' 12" OL | 0340/3  | Herenhuis met koetshuis |
| Landhuis                | 1910     |                   | Cuneraweg 305                        | 51° 58' 56" NB, 5° 34' 3" OL  | 0340/4  | Landhuis                |
| Dijkopslaghuis          | 1750     |                   | Grebbedijk (afslag Afweg)            | 51° 57' 5" NB, 5° 36' 51" OL  | 0340/5  | Dijkopslaghuis          |
| Arcade "Delftse school" | 1941     |                   | Herenstraat 17-19-21                 | 51° 57' 27" NB, 5° 34' 2" OL  | 0340/6  | Arcade "Delftse school" |
| Postkantoor             | 1905     |                   | Frederik van de Paltshof 35          | 51° 57' 29" NB, 5° 33' 57" OL | 0340/7  | Postkantoor             |
| Bedrijfsgebouw/woonhuis | 1941     |                   | Frederik van de Paltshof 44          | 51° 57' 27" NB, 5° 33' 59" OL | 0340/8  | Bedrijfsgebouw/woonhuis |
| Dubbelvilla             | 1902     |                   | Herenstraat 84                       | 51° 57' 26" NB, 5° 34' 23" OL | 0340/9  | Dubbelvilla             |
| Dubbelvilla             | 1902     |                   | Herenstraat 86                       | 51° 57' 26" NB, 5° 34' 23" OL | 0340/10 | Dubbelvilla             |
| Dubbelvilla             | 1902     |                   | Herenstraat 111                      | 51° 57' 27" NB, 5° 34' 37" OL | 0340/11 | Dubbelvilla             |
| Dubbelvilla             | 1902     |                   | Herenstraat 113                      | 51° 57' 27" NB, 5° 34' 38" OL | 0340/12 | Dubbelvilla             |
| Arbeiderswoningen       | 1943     | Berghoef & Vegter | Kerkplein 4-14                       | 51° 57' 26" NB, 5° 33' 53" OL | 0340/13 | Arbeiderswoningen       |
| Joodse begraafplaats    | 1891     |                   | Korenbloemstraat (hoek Lupinestraat) | 51° 57' 58" NB, 5° 34' 19" OL | 0340/14 | Meer afbeeldingen       |
| Villa in chalet-stijl   | 1921     |                   | Utrechtsestraatweg 21 (voorheen 7)   | 51° 57' 38" NB, 5° 33' 30" OL | 0340/18 | Villa in chalet-stijl   |
| Familiegraf Waller      | 1927     |                   | Achterbergsestraatweg 65             | 51° 57' 40" NB, 5° 34' 31" OL | 0340/22 | Familiegraf Waller      |